# Sommer-Paralympics 2012/Teilnehmer (Guatemala)
| stlisierte Goldmedaille | stlisierte Silbermedaille | stlisierte Bronzemedaille |
| ----------------------- | ------------------------- | ------------------------- |
| —                       | —                         | —                         |

Guatemala entsandte zu den Paralympischen Sommerspielen 2012 in London einen männlichen Sportler.

## Teilnehmer nach Sportart

### Leichtathletik
| Athleten    | Wettbewerb         | Vorlauf / Vorkampf | Vorlauf / Vorkampf | Halbfinale   | Halbfinale | Finale       | Finale | Rang |
| Athleten    | Wettbewerb         | Zeit / Weite       | Rang               | Zeit / Weite | Rang       | Zeit / Weite | Rang   | Rang |
| ----------- | ------------------ | ------------------ | ------------------ | ------------ | ---------- | ------------ | ------ | ---- |
| Männer      |                    |                    |                    |              |            |              |        |      |
| Isaac Leiva | Diskuswerfen – F11 | NM                 |                    | –            | –          |              |        |      |
| Isaac Leiva | Kugelstoßen F11/12 | 9,83 m             | 15                 | –            | –          |              |        |      |